# Марш (графство)

Флаг графства (Бурбоны)

Графство Ла Марш — земельное владение в средневековой Франции. Располагалось преимущественно на территории современного департамента Крёз.

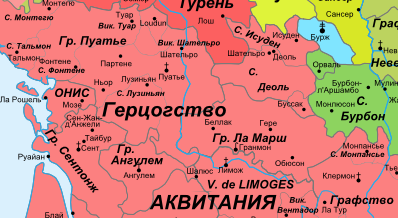
Графство Марш на карте Аквитании в 1180 году.

Графство Ла Марш было основано в середине X века, когда Гильом III, герцог Аквитании, пожаловал земельный надел одному из своих вассалов по имени Бозон. Впоследствии он получил титул графа.
В XII веке графство перешло в собственность дворянского рода Лузиньянов. Периодически им владели графы Ангулемские и графы Лиможские. В 1308 году граф Ги де Лузиньян умер, не оставив наследника, и графство отошло королю Филиппу IV.
В 1314 году графство стало апанажем младшего сына Филиппа, будущего короля Карла IV, а в 1327 году отошло Бурбонам. С 1435 по 1477 год графством владели Арманьяки, затем вновь Бурбоны, а в 1527 году оно было аннексировано королём Франциском I и стало собственностью домена французской короны.

## Графы де Ла Марш

### Дом де Ла Марш
- 958—974: Бозон I Старый (ум. 974), граф де Ла Марш и де Перигор
- 974—975 : Эли I (ум.975), граф де Ла Марш, сын предыдущего
- 975—997: Адальберт I (ум. 997), граф де Ла Марш и де Перигор, брат предыдущего
- 988—1012: Бозон II (ум. 1010), граф де Ла Марша и де Перигор, брат предыдущего
- 1010—1047: Бернар I (ум. 1041), сын предыдущего
- 1047—1088: Адальберт II (ум. 1088), сын предыдущего
- 1088—1091: Бозон III, сын предыдущего
- 1081—1098: Эд I, сын Бернара I, вероятно состоял регентом графства при племяннике Бозоне III
- 1098—1117/1129 : Альмодис (ум. 1117/1129), графиня де Ла Марш, дочь Адальберта II
муж: Роджер I Пуатевинец (ум. 1123)

### Дом Монтгомери
- 1113—1123 : Роджер I Пуатевинец (ум. 1123), муж предыдущей, граф де Ла Марш de iure uxoris
- 1117—1118 : Бозон IV (ум. 1118), сын предыдущего, граф де Ла Марш
- 1118—1135 : Эд II (ум. 1135), брат предыдущего, граф де Ла Марш
- 1135—1145 : Адальберт III, брат предыдущего, граф де Ла Марш
- до 1172 : Бозон V (ум. 1172), сын предыдущего, граф де Ла Марш
- 1145—1178 : Адальберт IV (ум. 1180), брат предыдущего, граф де Ла Марш

В 1178 году граф Адальберт IV, уходя в крестовый поход, продал всё своё имущество королю Англии Генриху II за 5000 серебряных марок.

### Дом Лузиньянов

Герб Лузиньянов

В 1199 году Гуго IX де Лузиньян захватил в плен королеву Англии Алиенору Аквитанскую и держал её пока она не признала его графом де Ла Марш, что было подтверждено в 1200 году вассальной присягой королю Англии Иоанну Безземельному.
- 1199—1219 : Гуго IX
- 1219—1249 : Гуго X
- 1249—1260 : Гуго XI
- 1260—1270 : Гуго XII
- 1270—1303 : Гуго XIII
- 1303—1308 : Ги I де Лузиньян

### Капетингский дом
- 1314—1322 Карл I Красивый

### Дом Бурбонов

Герб Бурбон де ла Марш

В 1327 году король Франции Карл IV Красивый сделал Людовика I де Бурбон графом де Ла Марш в обмен на графство Клермон
- 1327—1342 Людовик I (1279—1342), герцог Бурбонский и граф де Ла Марш
- 1342—1346 Пьер I (1311—1356), сын предыдущего, герцог Бурбонский и граф де Ла Марш
- 1346—1361 Жак I (1315—1361), брат предыдущего, граф де Ла Марш
- 1361 Пьер II (1342—1361), сын предыдущего, граф де Ла Марш
- 1361—1393 Жан I (1344—1393), брат предыдущего, граф де Ла Марш и граф Вандома
- 1393—1435 Жак II (1369/1370—1438), сын предыдущего, граф де Ла Марш и граф Вандома, титулярный король Иерусалима. В 1435 году стал монахом.
- 1435—1463 : Элеонора (ум. 1463), дочь предыдущего, герцогиня Немурская и графиня де Ла Марш
муж: с 1429—Бернар д’Арманьяк (1400—1462), граф Пардиак

### Дом Арманьяков
- 1435—1462 Бернар II (1400—1462), муж предыдущей, граф де Ла Марш и Пардиака, герцог де Немур
- 1462—1477 Жак III (1437—1477), сын предыдущего, граф де Ла Марш и Пардиака, герцог де Немур

### Дом Бурбонов
- 1477—1503 Пьер II де Бурбон, герцог Бурбонский
- 1503—1521 Сюзанна де Бурбон, герцогиня де Бурбон, дочь предыдущего.
- 1505—1525 Карл III де Бурбон, граф Монпансье, Божё, Ла Марша и Фореза, герцог Бурбонский, муж Сюзанны де Бурбон с 1505.